# خلود (نبات)
الخلود العنكبوتي أو الخَلّود أو العَمِير أو المُخلَّدة أو حي العالم هو جنس من حوالي 40 نوعًا من النباتات المزهرة في فصيلة المخلدية. وهي نباتات معمرة عصارية تكون حصائر من أوراق معنقدة في وريدات. قد تنتشر بسرعة في ظروف مواتية عبر الخَلف أو الفرخ (offset) والعديد من الأنواع تعمل عمل مغطيات للتربة للمواقع الجافة المشمسة.

## الأنواع
من أنواعه:
- خلود جصاص
- خلود عنكبوتي
- خلود كبير الزهر
- خلود أبيض

## معرض الصور

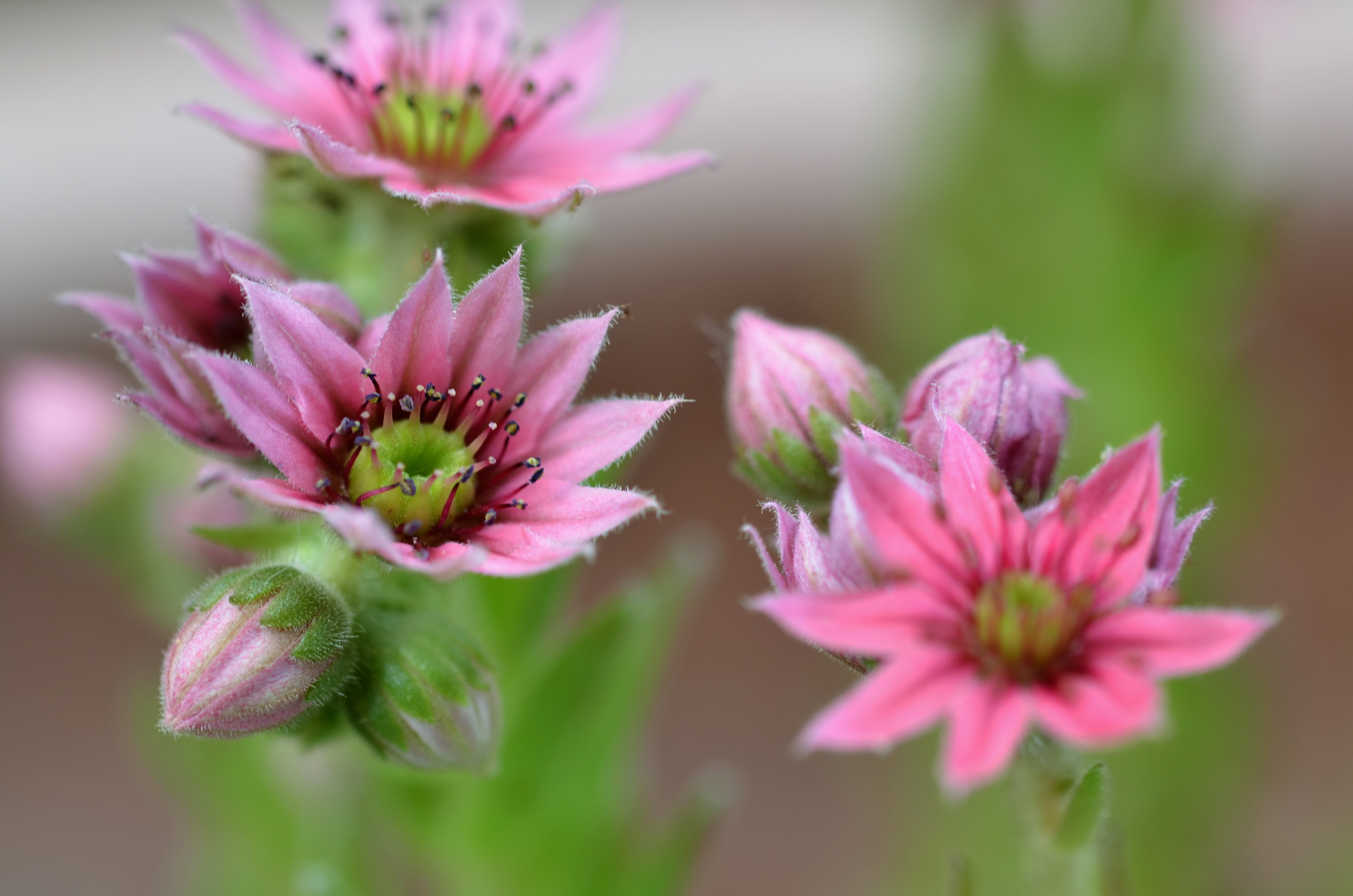
الخلود المزهرة
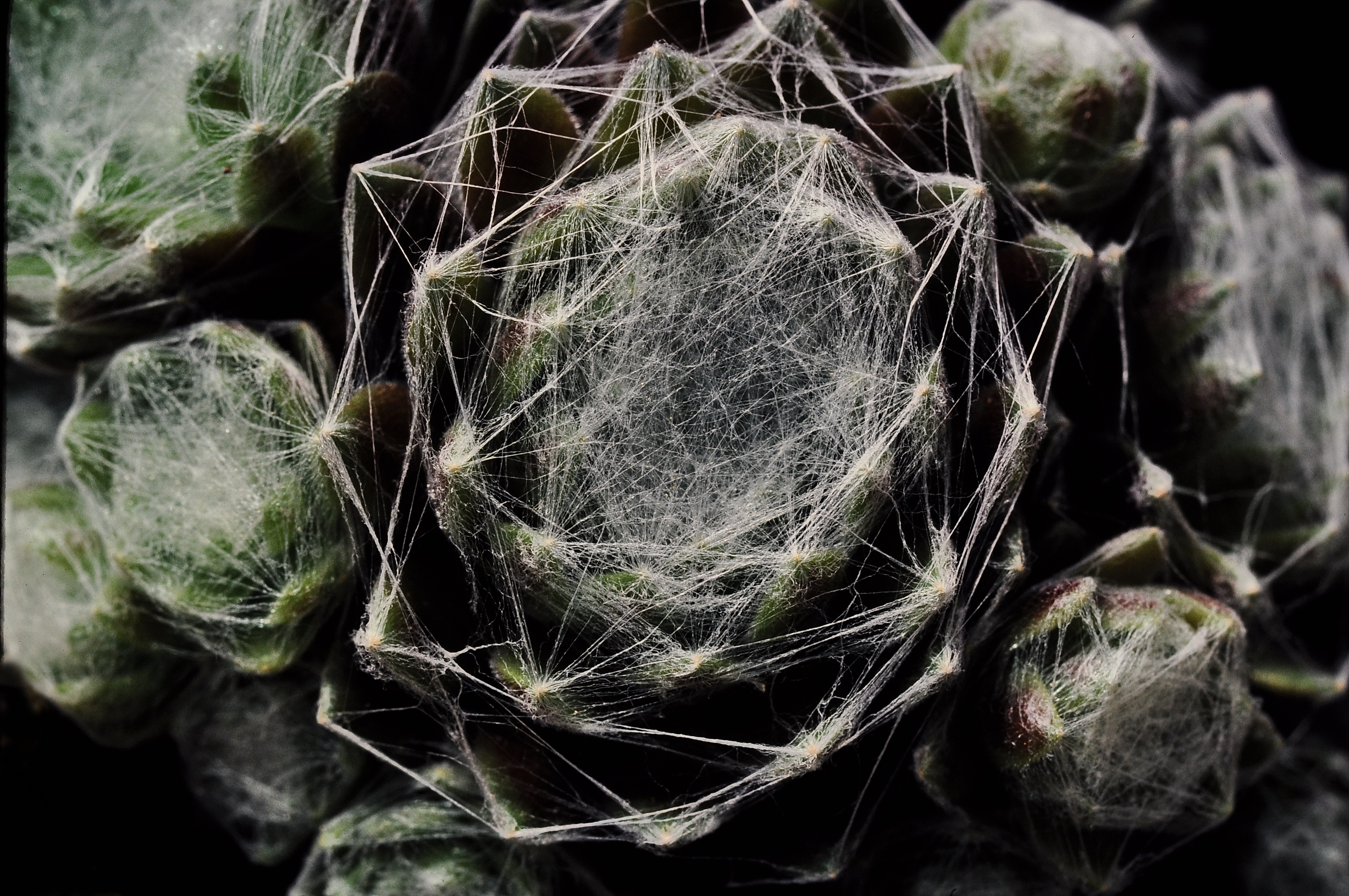
خلود عنكبوتي
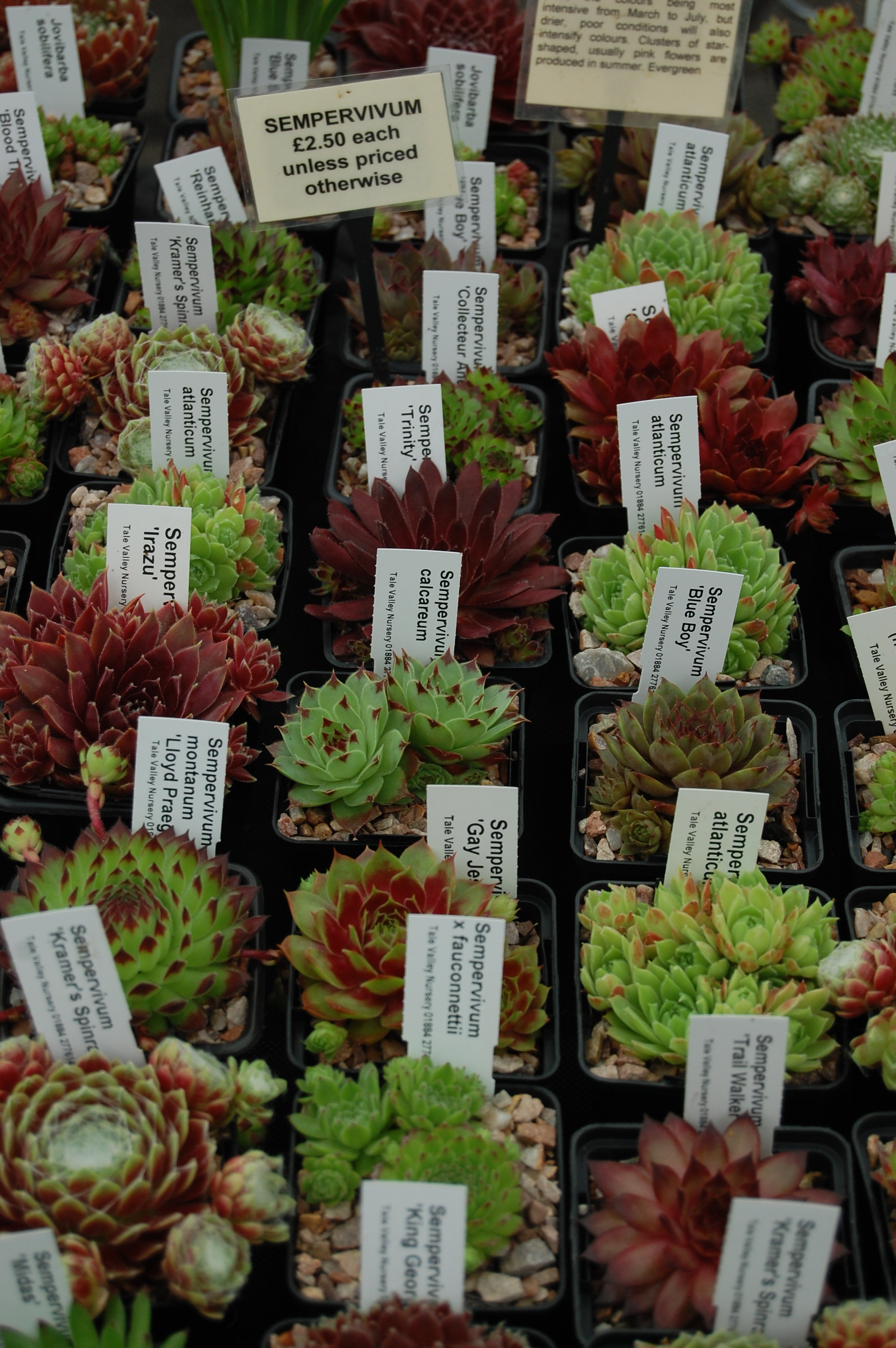
مجموعة مختارة من أصناف الخلود للبيع في Gardeners 'World Live 2012
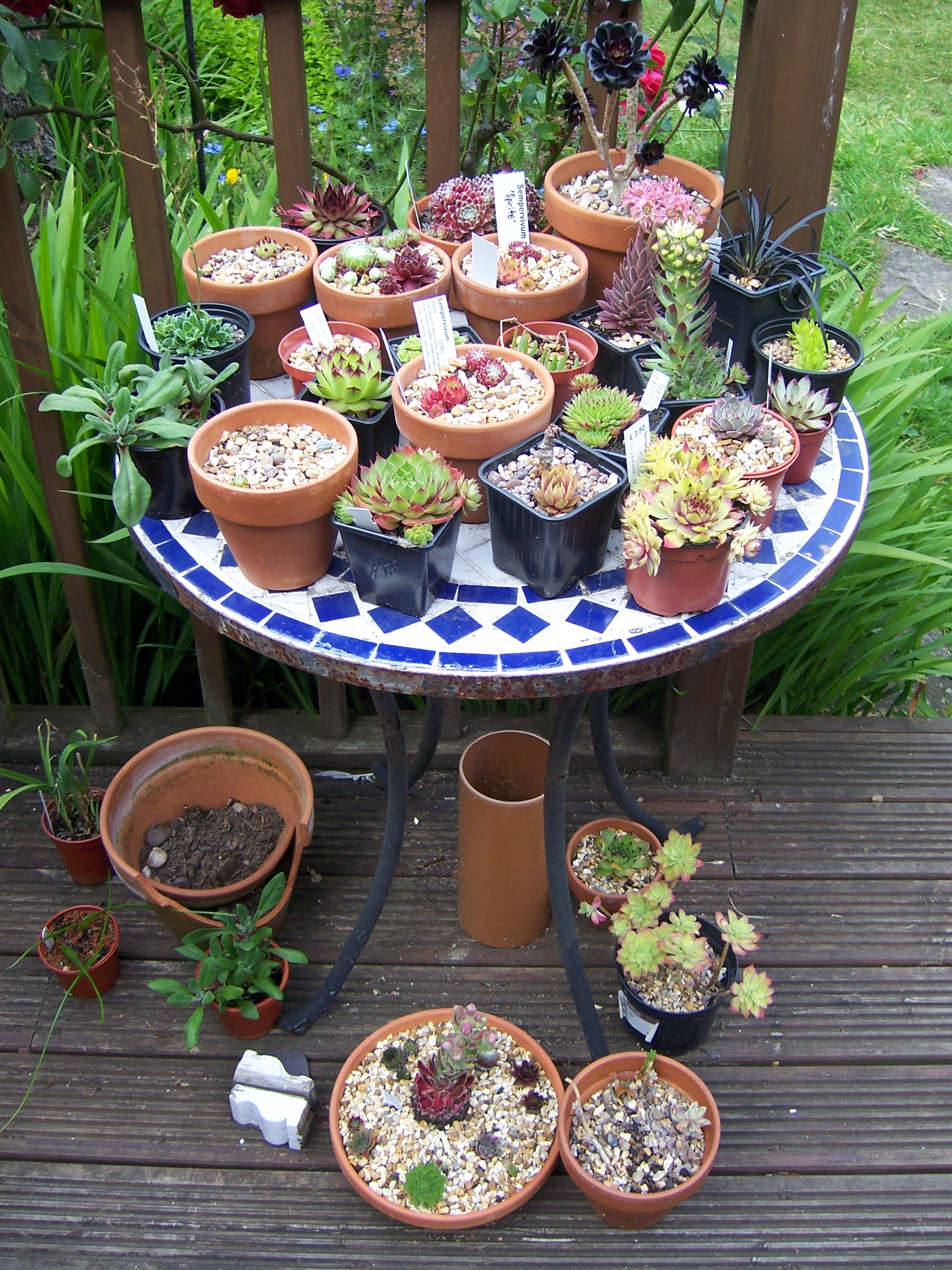
مجموعة شخصية من الخلود محفوظ بوعاء
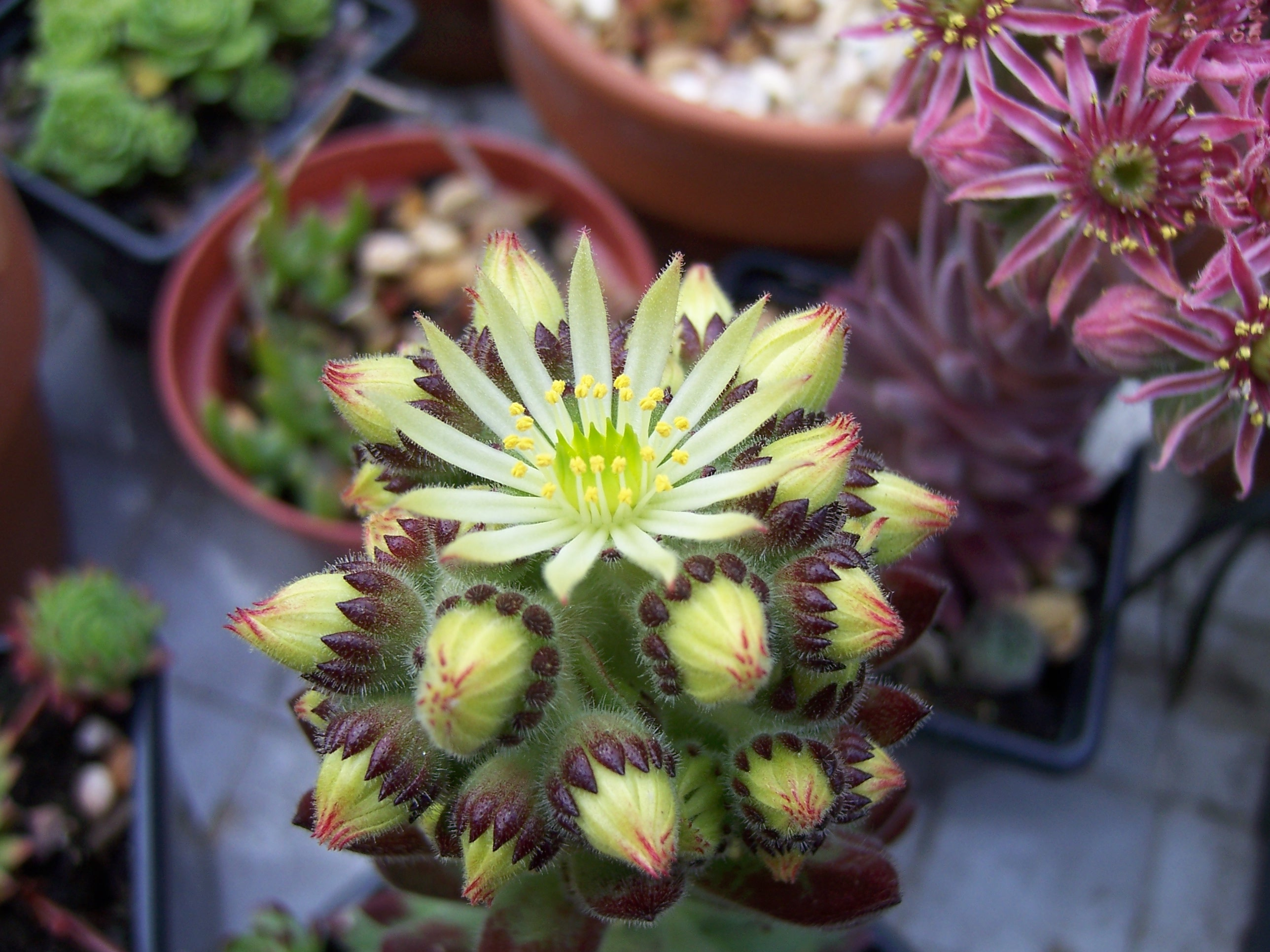
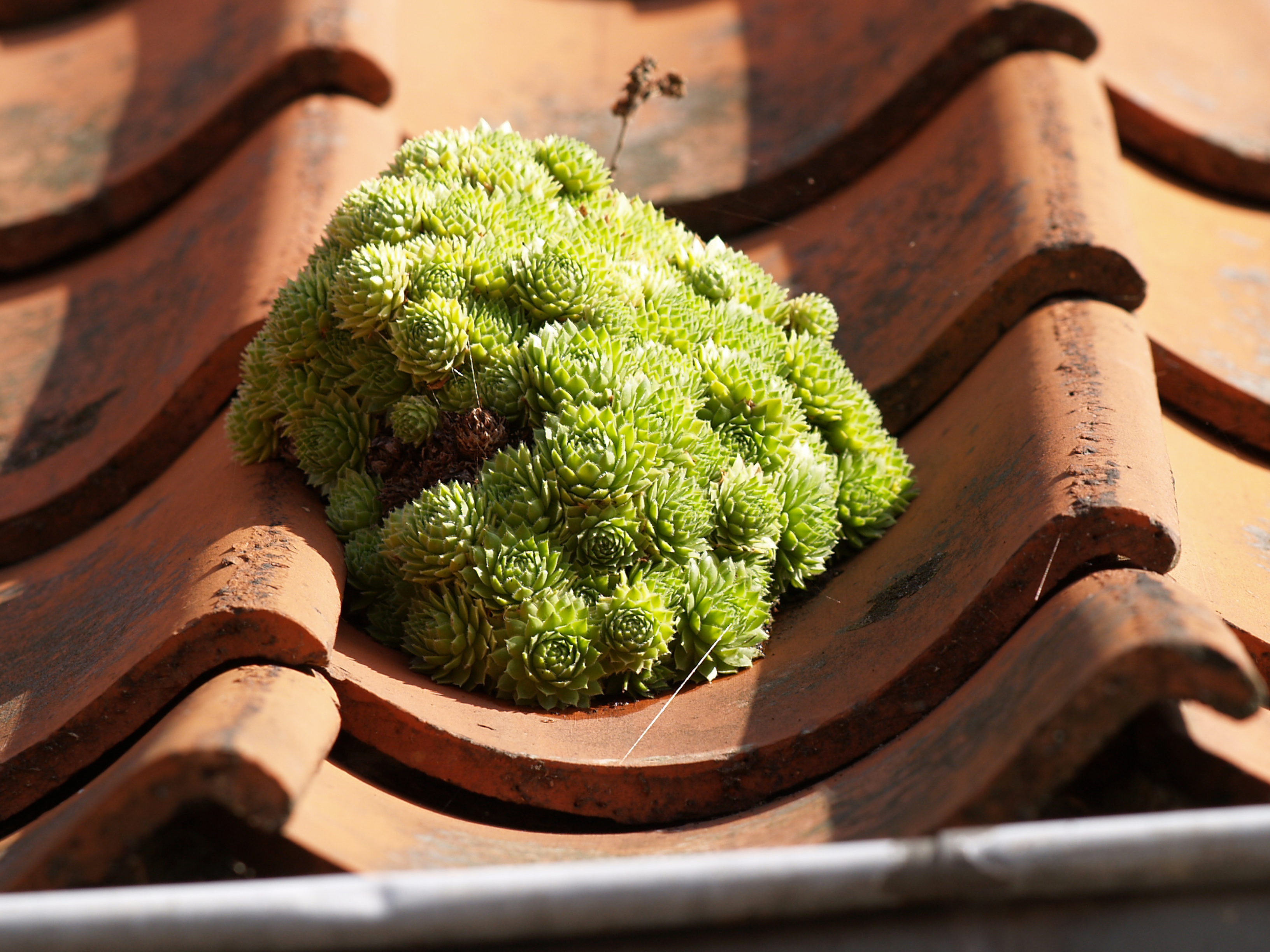
خَلود على السطح
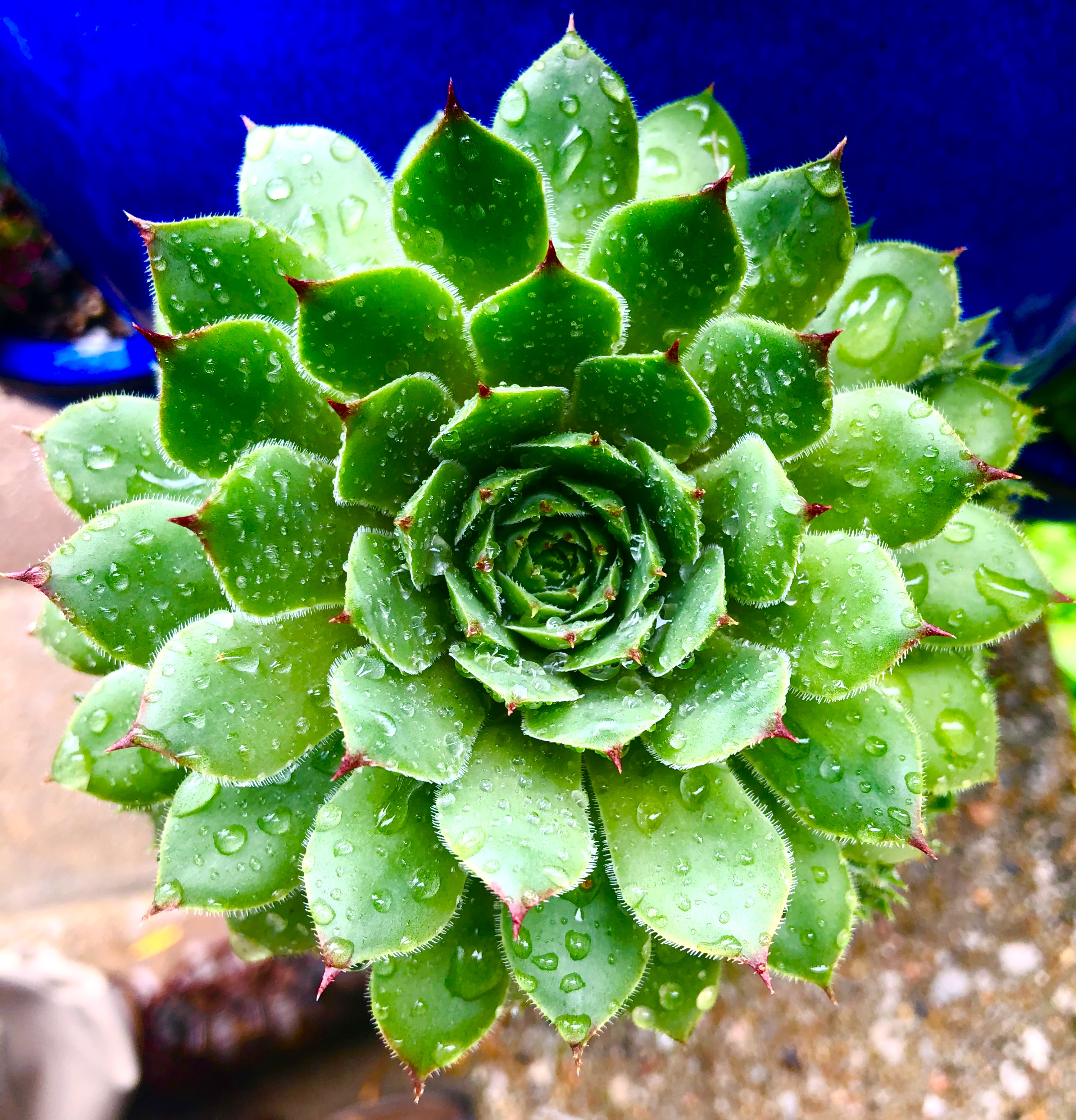
صورة للخلود عن قرب